# Дома (порноактриса)
Дома (англ. Deauxma; настоящее имя Робин Пульям (нем. Robin Pulliam), урождённая Робин Коллетт Мастерсон (нем. Robin Collette Masterson); род. 25 января 1960, Вюрцбург, ФРГ) — американская порноактриса.

## Биография
Робин Коллетт Мастерсон родилась 25 января 1960 года в Вюрцбурге, ФРГ. Выросла в американском городе Дейтон, штат Огайо. Есть сестра-близнец.
Вместе с мужем жила в Джорджии, Флориде, Германии и Португалии. В настоящее время проживают в Сан-Антонио, штат Техас.

### Карьера в порнофильмах
Лишилась девственности в 16 лет.

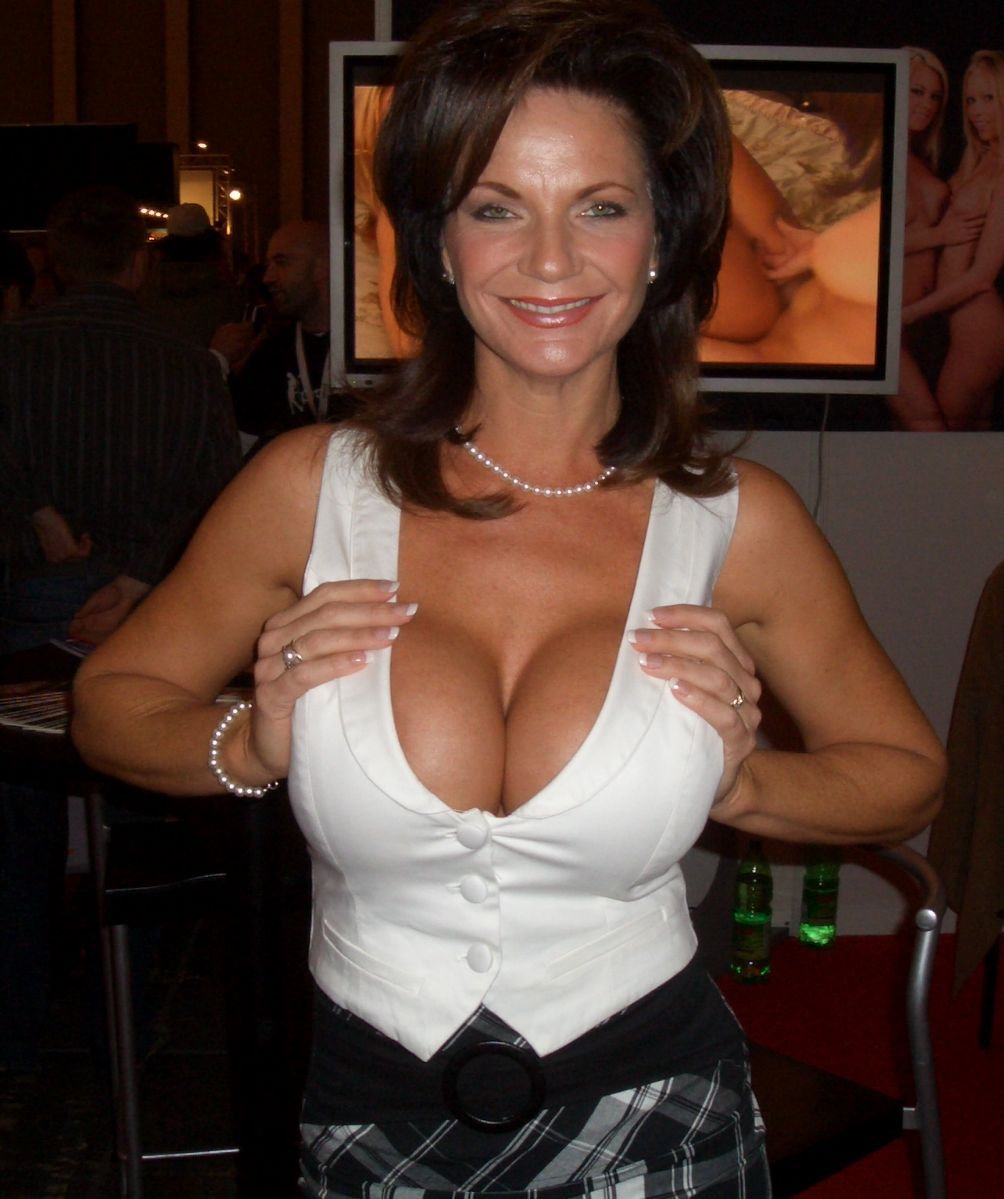
Дома на Venus Berlin, 18 октября 2008 года.

Снималась в любительских порнофильмах. Псевдоним «Deauxma» произносится как «Doe-Mae» — это фраза «Do Me» с техасским акцентом.
Робин и её муж являются свингерами. Решила сниматься в фильмах для взрослых по совету друга-свингера. Дебютировала в порно в 2004 году, в возрасте 44-х лет. Семья поддержала это решение.
Сделала операцию по увеличению груди.
В 2011 году была номинирована на награду AVN в номинациях «MILF исполнитель года» и «MILF/Cougar Performer of the Year». В 2013 году снова номинирована на AVN «MILF/Cougar Performer of the Year». Также номинирована на премию XBIZ «Best Actress — All-Girl Release» за фильм «Road Queen 22». В 2014 году номинирована на AVN «MILF исполнитель года» и XBIZ «Best Actress — All-Girl Release» (за фильм «Road Queen 25»). В 2015 году номинирована на AVN «Награда болельщиков: самая горячая MILF» и «Награда болельщиков: звезда социальных медиа». В 2016 году номинирована на AVN «Fan Award: Hottest MILF», XBIZ «Best Actress — All-Girl Release» (за фильм «Road Queen 32») и «Best Actress — All-Girl Release» (за фильм «Lesbian Fashionistas»). В 2017 году выиграла премию XBIZ в номинации «Best Sex Scene — All-Girl» (фильм «Road Queen 35»).
Любимая поза в сексе — поза на коленях.
Одни из любимых партнёров по съёмочной площадке — Кортни Симпсон, Брианна Лав, Джек Венайс и Кристиан XXX.
Сотрудничает со студиями Bangbros, Brazzers, Girlfriends Films, Naughty America, Reality Kings, Forbidden Fruits Films и другими.
Работает в кинокомпании «Backdoor Entertainment».
По состоянию на 2017 год снялась в 144 порнофильмах.

## Личная жизнь
Является бисексуалкой. 15 июня 1979 года вышла замуж за Ларри Дж. Пульяма. Муж является военным. У пары есть трое детей.
Любит итальянскую кухню. Любимый алкогольный напиток — текила с лаймом.
Из музыки предпочитает R&B и кантри. В частности, ей нравится творчество Фэйт Хилл.
Любимый вид спорта — пляжный волейбол. Болеет за баскетбольный клуб «Сан-Антонио Спёрс» и футбольные клубы «Даллас Ковбойз» и «Хьюстон Тексанс». Поклонница автогонок NASCAR. Любимые пилоты: Дейл Эрнхардт-младший и Джефф Гордон.
Содержит 6 кошек.

## Награды и номинации
| Год  | Премия     | Номинация                                    | Фильм                | Результат |
| ---- | ---------- | -------------------------------------------- | -------------------- | --------- |
| 2011 | AVN Award  | MILF исполнитель года                        |                      | Номинация |
| 2011 | AVN Award  | MILF/Cougar Performer of the Year            |                      | Номинация |
| 2013 | AVN Award  | MILF/Cougar Performer of the Year            |                      | Номинация |
| 2013 | XBIZ Award | Best Actress — All-Girl Release              | Road Queen 22        | Номинация |
| 2014 | AVN Award  | MILF исполнитель года                        |                      | Номинация |
| 2014 | XBIZ Award | Best Actress — All-Girl Release              | Road Queen 25        | Номинация |
| 2015 | AVN Award  | Награда болельщиков: самая горячая MILF      |                      | Номинация |
| 2015 | AVN Award  | Награда болельщиков: звезда социальных медиа |                      | Номинация |
| 2016 | AVN Award  | Награда болельщиков: самая горячая MILF      |                      | Номинация |
| 2016 | XBIZ Award | Best Actress — All-Girl Release              | Road Queen 32        | Номинация |
| 2016 | XBIZ Award | Best Actress — All-Girl Release              | Lesbian Fashionistas | Номинация |
| 2017 | XBIZ Award | Best Sex Scene — All-Girl                    | Road Queen 35        | Победа    |